# Bjelkesundholmen
Bjelkesundholmen, est une île dans le landskap Sunnhordland du comté de Vestland. Elle appartient administrativement à Lindås.

## Géographie
Rocheuse et couverte de bosquets, elle s'étend sur environ 155 m de longueur pour une largeur approximative de 81 m. 